# Woodland (Waszyngton)
Woodland – miasto w Stanach Zjednoczonych, w stanie Waszyngton, w hrabstwie Cowlitz.